# グラインディング・ストーン
『グラインディング・ストーン（Grinding Stone）』は、北アイルランドのギタリスト、ゲイリー・ムーアが1973年に「ゲイリー・ムーア・バンド（The Gary Moore Band）」名義で発表したスタジオ・アルバム。

## 解説
ムーアは1972年にスキッド・ロウを脱退し、同年にジョン・カーティスとピアース・ケリーを迎えたトリオ「ゲイリー・ムーア・バンド」を結成するが、最終的には本作限りでバンドを解散させ、その後は短期間シン・リジィに加入した。
Lars Lovénはオールミュージックにおいて5点満点中3点を付け「大概のメタル・ファン向けではないかもしれないし、ムーアを象徴する作品でも、彼の最高傑作でもない。しかし、ムーアがこれほど様々な音楽の融合を試みたことはなく、『グラインディング・ストーン』で聴ける、極めて個人的かつインストゥルメンタル主体のブルースは、実にユニークなだけでなく、彼が1990年代に演奏することとなるブルースのヒット・パレードよりも遥かに面白味があり、1973年当時のブリティッシュ・ブルース勢の大多数よりも創造的である」と評している。また、ヒュー・フィールダーは2017年のレビューにおいて、タイトル曲に関してはサンタナ、「タイム・トゥ・ヒール」に関してはオールマン・ブラザーズ・バンドからの影響を指摘した上で「全体的には焦点が定まっておらず、明確な独自性に欠けている」「1978年の『バック・オン・ザ・ストリーツ』こそゲイリー・ムーア物語の真の出発点だ。『グラインディング・ストーン』は好奇心旺盛なマニア向け」と評している。

## 収録曲
全曲ともゲイリー・ムーア作。1. 4.はインストゥルメンタル。
1. グラインディング・ストーン - "Grinding Stone" – 9:42
2. タイム・トゥ・ヒール - "Time to Heal" – 6:22
3. セイル・アクロス・ザ・マウンテン - "Sail Across the Mountain" – 6:58
4. エナジー・ダンス - "The Energy Dance" – 2:28
5. スピリット - "Spirit" – 17:16
6. ブギ・バック・ホーム - "Boogie My Way Back Home" – 5:39

## 参加ミュージシャン
- ゲイリー・ムーア - ボーカル、ギター
- ジョン・カーティス - ベース
- ピアース・ケリー - ドラムス、パーカッション

アディショナル・ミュージシャン
- フィリップ・ドネリー - リズムギター
- ヤン・シェルハース - キーボード
- フランク・ボイラン - ベース